# Isabel dos Santos
Isabel dos Santos (Bakú, 20 de abril de 1973) es una inversionista y accionista angoleña. Fue considerada la primera mujer multimillonaria en África y la más rica del continente. Según la revista Forbes su fortuna ascendía a más de 3.000 millones de dólares y afirma que adquirió su riqueza al tomar participaciones en empresas que hacen negocios en Angola, sugiriendo que su riqueza proviene casi por completo del poder y las conexiones de su familia. En 2020 Angola mantiene una orden de arresto en su contra con motivo de los escándalos de corrupción en torno a su familia y el férreo control de los oligopolios del cemento y las telecomunicaciones.
Después de congelar los fondos de Dos Santos en Angola y Portugal, Forbes la eliminó de la lista de las personas más ricas de África en 2021.

## Familia y educación

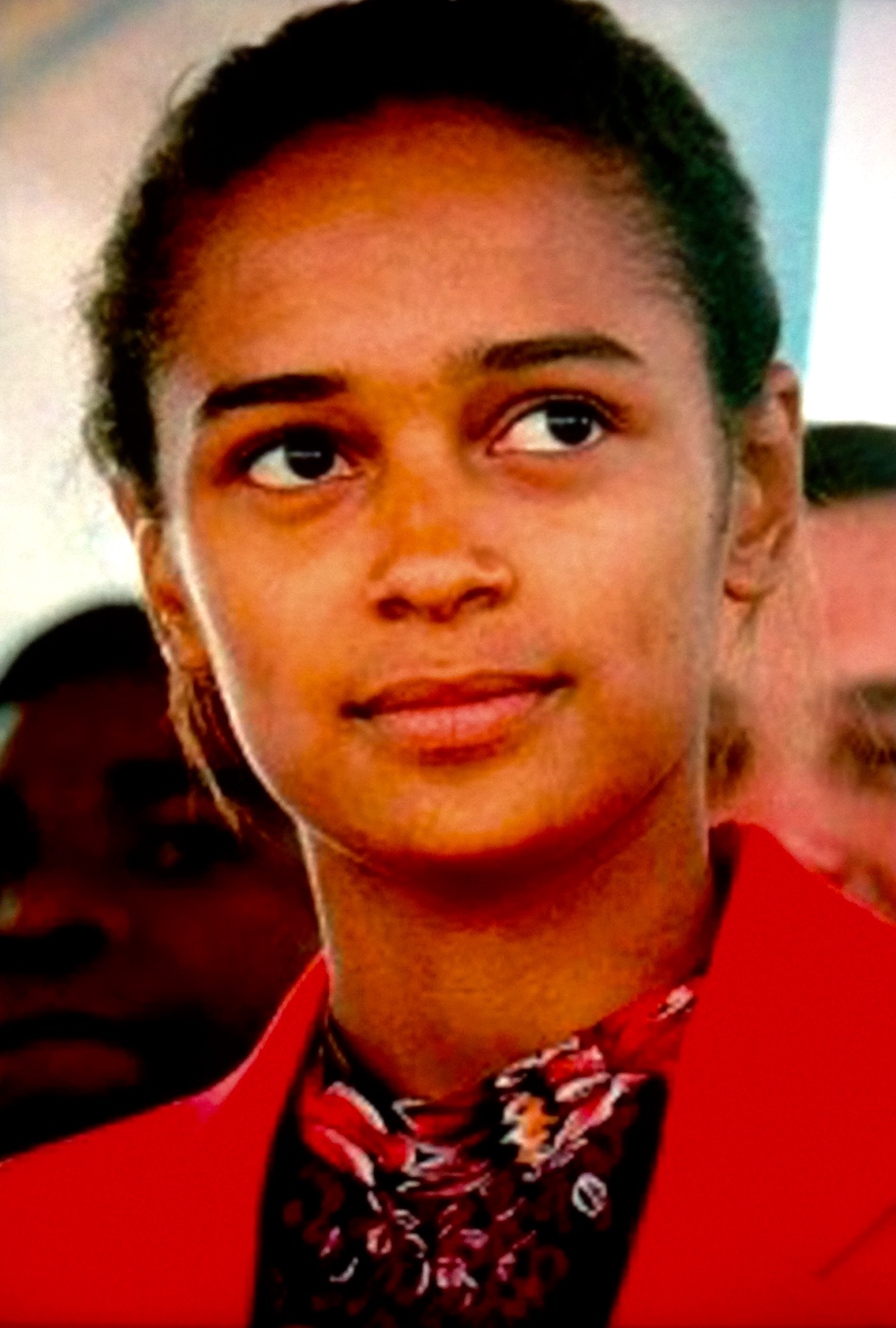
Dos Santos de adolescente

Hija primogénita del ex Presidente de Angola, José Eduardo dos Santos, y de su primera esposa la rusa Tatiana Kukanova, a quien conoció mientras estudiaba en Azerbaiyán. Isabel dos Santos estudió y ha vivido buena parte de su vida en Londres (Reino Unido) donde su madre reside actualmente y donde ella estudió gestión económica e ingeniería. También fue en Londres donde conoció al millonario Sindika Dokolo, nacional de la República Democrática del Congo, con quien se casó en 2002 en Luanda, capital de Angola. La boda, una gran fiesta de 4 millones de dólares, con un millar de invitados, fue una de las mayores bodas en la historia de Angola. Muchos de los invitados que vinieron de fuera de Angola fueron llevados en aviones especialmente fletados y entraron en el país sin visados. El padrino de boda fue el entonces Ministro de Economía del Petróleo de Angola, Desidério Costa.
En los siguientes 20 años fue directora y ocupó cargos directivos en empresas cotizadas en bolsas europeas. En junio de 2016, fue nombrada por su padre presidenta de Sonangol, la petrolera estatal angoleña.
Su marido murió en Dubái en octubre de 2020, mientras practicaba buceo, cuando ambos tenían sus cuentas congeladas desde principios de año.

## Negocios
Isabel dos Santos es descrita por el periódico portugués Público, como "hermosa, una buena mujer de negocios, muy dinámica e inteligente, que también es profesional y amable". En marzo de 2013 el Financial Times escribió que "incluso algunos críticos reconocen el talento de la empresaria independiente Isabel dos Santos". En la misma entrevista, Isabel dos Santos dice que es una mujer empresaria, no política.
Con 24 años, comenzó a dedicarse a los negocios.  Inició sus actividades en Luanda, donde a principios de la década de 1990 trabajó como ingeniera directora de proyecto en  Urbana 2000, una empresa que se adjudicó el contrato para la limpieza y desinfección de la ciudad, mientras que su padre era presidente. En la conocida Isla de Luanda, abrió en 1997, el Miami Beach Club, uno de los primeros nightclubs en la capital.
Pronto se convirtió en una figura clave en la gestión de los bienes de la familia y participó en varias tenencias para adquirir la propiedad y la participación de empresas en Angola y en el extranjero, especialmente en Portugal.
El 20 de agosto de 2013 participó en el BRICS Business Council en Johannesburgo, donde estaban los empresarios e inversionistas de Brasil, Rusia, India, China y Sudáfrica y otros países africanos para discutir medidas e iniciativas concretas destinadas a aumentar los vínculos de negociación, comercio, industrialización e inversión entre los BRICS y África. En esta reunión, el presidente del Banco Africano de Desarrollo, Donald Kaberuka, elogió a la empresaria Isabel dos Santos como ejemplar en el desarrollo de las economías africanas.
En noviembre de 2015, BBC eligió Isabel dos Santos como una de las 100 mujeres más influyentes del mundo. En virtud de la serie ‘BBC 100 Women’, que elige las mujeres que cada año hacen una diferencia en su área, Isabel dos Santos fue elegida para la lista por su importante papel en la economía y el desarrollo del continente africano.

## Inversiones en Portugal y África
Desde el año 2008, Isabel dos Santos desarrolló sus intereses en varias áreas de negocio, tales como hoteles, petróleo, diamantes,  bancos y telecomunicaciones. En Portugal, tiene participaciones significativas a través del grupo Santoro Finance. Tiene fondos invertidos en el Banco Portugués de Investimento y en el Banco BIC Português, que recientemente adquirió el Banco Português de Negócios, y cuyo Consejo de Administración forma parte, con la autorización del Banco de Portugal, así como en otras empresas, en particular, Galp Energia y ZON Multimédia a través de los holdings Unitel International Holdings BV y Esperanza. Desde el 27 de noviembre de 2012 que pertenece, sin funciones ejecutivas, al Consejo de Administración de ZON. El 14 de diciembre de 2012, presentó públicamente su intención de iniciar el proceso de fusión ZON Multimédia y Sonaecom. Tras el visto de la autoridad de competencia, la fusión de las dos compañías se formalizó el 27 de agosto de 2013, con la transferencia para ZOPT de acciones que Isabel dos Santos y Sonaecom, respectivamente, tienen en la Zon y Optimus. Con esta transferencia de participaciones en Optimus y Zon, Sonaecom e Isabel dos Santos ahora tienen más de 50% de participación en la empresa resultante de la fusión: Zon Optimus SGPS. En este momento Isabel dos Santos anunció una nueva estrategia de la empresa con una visión multimercado. El 1 de octubre de 2013, Isabel dos Santos asistió a la primera reunión general de Zon Optimus. El 14 de abril de 2011 la portuguesa Sonae ha firmado un acuerdo de asociación con la empresa "Condis" de Angola, propiedad de Isabel dos Santos y su marido Sindika Dokolo, la introducción de actividades de comercio minorista en los hipermercados Continente, y sobre la participación en una compañía inmobiliaria a gran escala.
Isabel dos Santos también es accionista de 25% en el operador de teléfonos móviles Unitel en Angola. El desarrollo de un sistema de walkie-talkie llevó a incursionar en las telecomunicaciones y, tras un proceso de licitación considerado justo, ha creado el operador móvil más grande de Angola, en sociedad con Portugal Telecom, Sonangol y Vidatel.
Por Unitel International, una plataforma de inversiones del Unitel, donde Portugal Telecom no tiene presencia, adquirió el operador T+, en Cabo Verde, y obtuvo la licencia para ser el segundo operador de telecomunicaciones en Santo Tomé y Príncipe. En virtud del presente inversión, Isabel dos Santos anunció en una visita a Santo Tomé y Príncipe que la Unitel va a invertir en la educación tecnológica en el país y se centrará en la creación de empleo.
En una entrevista en el New York Forum África, en junio de 2013 en Libreville, Gabón, Isabel dos Santos dijo que el futuro de las telecomunicaciones en África se trata de pensar más allá de los teléfonos móviles y se centra en la conectividad de alta capacidad y de la banda ancha grande para conectar el continente africano.
"Apuesta en Tecnología de la Información", fue el mensaje dejada por Isabel dos Santos durante su participación como oradora principal en la Cumbre Empresarial LBS África, en abril de 2017. Esta cumbre empresarial es una conferencia de la London Business School que reúne más de 400 empresarios y estudiantes para explorar nuevas realidades de negocio en África y construir una visión integrada e innovadora del futuro del continente.

## Holdings
Explotaciones creadas por Isabel dos Santos, en los últimos años.
- Unitel International Holdings BV  (con sede en Ámsterdam, techo para sus inversiones en ZON, Portugal)
- Santoro Finanzas (con sede en Lisboa, los bancos etc.)
- Esperanza Holding (con sede en Ámsterdam, energía, petróleo etc.)
- Condis (con sede en Luanda, comercio minorista)

Isabel dos Santos es inversora en Ciminvest SA, una empresa que tiene una participación en cementera angoleña Nova Cimangola.
Isabel dos Santos es la presidenta de la Cruz Roja de Angola.
Isabel dos Santos viaja mucho, sobre todo entre Luanda, Lisboa y Londres. Ella es propietaria de un apartamento grande y lujoso en Lisboa, y se muestra un perfil muy bajo durante sus viajes.